# Stridsskola Mitt
Stridsskola Mitt (SSM) var en armégemensam officershögskola inom svenska armén som verkade åren 1995–1998. Förbandsledningen var förlagd i Kvarn norr om Borensberg.

## Historik
Stridsskola Mitt (SSM) har sitt ursprung i Infanteriets stridsskola (InfSS) och Infanteriets officershögskola (InfOHS), vilka sammanfördes till Stridsskola Mitt (SSM) den 1 juli 1995. Bakgrunden var att de två truppslagscentrumen Arméns infanteri- och kavallericentrum (InfKavC) och Arméns pansarcentrum (PaC) sammanfördes till ett truppslagscentrum, Arméns brigadcentrum (BrigC). Med den omorganisationen kom skolorna i de två truppslagscentrumen att organiseras till Stridsskola Nord (SSN) i Umeå garnison, Stridsskola Mitt (SSM) i Kvarn, och Stridsskola Syd (SSS) i Skövde garnison.
Genom skolutredning "En samordnad militär skolorganisation" (SOU 1997:112), vilken utredde ett nytt militärt skolsystem, som regeringens utredningsman genomförde i samverkan med Försvarsmakten och Försvarshögskolan, föreslog skolutredningen att Stridsskola Nord (SSN), Stridsskola Mitt (SSM) och Stridsskola Syd (SSS) skulle upplösas som separata skolor, och istället inordnas i en ny skola. Den nya skolan, Markstridsskolan (MSS), skulle lokaliseras till Skövde, med en underavdelning i Kvarn. Regeringen delade utredningens förslag, och föreslog därmed i sin proposition 1997/98:1 utgiftsområde 6, att skolan skulle upplösas och avvecklas, för att istället organiseras som en underskola till Markstridsskolan (MSS). Stridsskola Mitt (SSN) upplöstes och avvecklades den 31 december 1998. I dess ställe bildades den 1 januari 1999 Markstridsskola Kvarn (MSS Kvarn), ett detachement till Markstridsskolan (MSS).

## Förläggningar och övningsplatser
Stridsskola Mitt var i huvudsak lokaliserad till Kvarn, även om viss officersutbildning var lokaliserad till garnisonen i Linköping. Efter att Stridsskola Mitt upplöstes och avvecklades, kom förläggningen i Kvarns bruk verka som ett detachement till Markstridsskolan (MSS) samt Skaraborgs regemente (P 4).

## Heraldik och traditioner
Stridsskola Mitt har sina traditioner och arv från Infanteriets stridsskola (InfSS) och Infanteriets officershögskola (InfOHS). När skolan bildades antogs "Gå på marsch" (Sernklef) som förbandsmarsch. Marschen är ett arv från Arméns infanteri- och kavallericentrum, men skrevs 1968 på uppdrag av Iwan Hörnquist till Infanteriets stridsskola. Marschen fastställdes för Infanteriets stridsskola den 26 april 1976. Efter att Stridsskola Mitt upplöstes och avvecklades, förs dess traditioner vidare av Markstridsskolan (MSS). Även förbandsmarschen förs vidare av Markstridsskolan som traditionsmarsch.

## Förbandschefer
Nedan anges cheferna för Stridsskola Mitt åren 1995–1998.
- 1995-07-01–1996-09-30: Överste Georg Aminoff
- 1996-10-01–1998-12-31: Överste C-G Blomkvist

## Namn, beteckning och förläggningsort
| Stridsskola Mitt | 1995-07-01 | – | 1998-12-31 |

| SSM | 1995-07-01 | – | 1998-12-31 |

| Kvarn (F)               | 1995-07-01 | – | 1998-12-31 |
| Linköpings garnison (D) | 1995-07-01 | – | 1997-12-31 |